# Torre Santa Susanna
Torre Santa Susanna – miejscowość i gmina we Włoszech, w regionie Apulia, w prowincji Brindisi.
Według danych na rok 2004 gminę zamieszkuje 10 640 osób, 193,5 os./km².